# Swoop航空
Swoop航空是西捷航空旗下的一家加拿大超低成本航空公司。該航空公司總部位於卡爾加里，公司名的含义是西捷航空希望通過新的商業模式：“Swoop”加拿大市場的願望命名。它於2017年9月27日正式对外公佈，並於2018年6月20日開始首次飛行。

### 注解
1. ↑  猛撲